# Pete McCaffrey
John Paul "Pete" McCaffrey, (Tucson (Arizona), 24 de dezembro de 1938 - Bellaire (Flórida), 4 de março de 2012) basquetebolista estadunidense que integrou a seleção estadunidense que conquistou a medalha de ouro disputada nos XVIII Jogos Olímpicos de Verão realizados em Tóquio em 1964.